# Cassigerinella
Cassigerinella, en ocasiones erróneamente denominado Gassigerinella, es un género de foraminífero planctónico de la familia Cassigerinellidae, de la superfamilia Hantkeninoidea y del orden Globigerinida. Su especie tipo es Cassigerinella boudecensis. Su rango cronoestratigráfico abarca desde el Bartoniense superior (Eoceno medio) hasta el Serravalliense (Mioceno medio).

## Descripción
Cassigerinella incluía especies con conchas subcónicas globulares, de disposición biseriada pero a su vez enrollada trocospiraladamente, con trocospira alta o muy alta, y finalmente de nuevo casi biseriada (de aspecto estreptoespiralado); sus cámaras eran subglobulares o reniformes; sus suturas intercamerales eran incididas y rectas; su contorno ecuatorial era lobulado; su periferia era ampliamente redondeada; el ombligo era moderamente amplio; su abertura principal era interiomarginal, ecuatorial extraumbilical en el estadio planiespiralado y lateral en el estadio biseriado, con forma de arco amplio moderadamente alto, y protegida por un labio o reborde grueso; presentaban pared calcítica hialina, finamente perforada con poros cilíndricos y superficie lisa; la formación de una costra de calcita secundaria podía generar una superficie finamente pustulada.

## Discusión
Clasificaciones posteriores han incluido Cassigerinella en la superfamilia Heterohelicoidea y en el orden Heterohelicida.

## Paleoecología
Cassigerinella incluía especies con un modo de vida planctónico, de distribución latitudinal cosmopolita, y habitantes pelágicos de aguas superficiales (medio epipelágico).

## Clasificación
Cassigerinella incluye a las siguientes especies:
- Cassigerinella boudecensis †
- Cassigerinella chipolensis †
- Cassigerinella globulosa †
- Cassigerinella martinezpicoi †, también considerada como Riveroinella martinezpicoi

Otras especies consideradas en género Cassigerinella son:
- Cassigerinella eocenaenica †
- Cassigerinella globolocula †
- Cassigerinella oudecensis †
- Cassigerinella spinata †
- Cassigerinella winniana †